# یول‌گچن (سیحان)
یول‌گچن (به ترکی استانبولی: Yolgeçen) یک منطقهٔ مسکونی در ترکیه است که در سیحان واقع شده‌است.